# Журевский, Петр Бертулевич
Пётр Бертулевич Журевский (1894, м. Ганушишки, Вильнюсский уезд Литва, Российская империя — 1963) — советский экономист и государственный деятель. Заместитель Председателя Совета народных комиссаров и председатель Госплана Казахской ССР. Кандидат экономических наук.

## Биография
Пётр Журевский родился в 1894 году в местечке Ганушишки (территория современной Литвы) в семье крестьян латышского происхождения. Получил начальное образование, после чего начал работать в промышленности.

### Партийная и трудовая деятельность
В 1909–1914 годах Журевский работал рабочим и слесарем, одновременно учился в училище в Рутенгофской волости Курляндской губернии.
В 1915–1917 годах он занимал должности почтальона и чиновника почтово-телеграфной конторы в городах Рига, Смильтен и Валк (Лифляндская губерния), параллельно участвуя в политической жизни как член Центрального исполнительного комитета Советов Латвии.
В 1918 году Журевский возглавил латышскую секцию губкома РКП(б) в Оренбурге, активно участвуя в партийной работе.
В 1918–1919 и 1920-1921 годах он служил в Рабоче-Крестьянской Красной Армии. 
В 1919–1920 годах работал губернским комиссаром почт и телеграфа и председателем губернского профсоюзного совета в Оренбурге.
В 1921–1924 годах он продолжал работу в системе профсоюзов, был председателем губернского профсоюзного совета и председателем Кирбюро ВЦСПС.
В марте 1922 года Журевский был назначен председателем Государственной плановой комиссии (Госплана) Казахской АССР, совмещая эту должность с обязанностями заместителя Председателя Совнаркома Казахской АССР. На этой должности до июня 1922 года.
В 1925–1930 годах он продолжал свою карьеру как член коллегии Народного комиссариата здравоохранения РСФСР в Москве.
В 1930–1933 годах Журевский студент Экономического института красной профессуры в Москве.
В последующие годы, с 1933 по 1940 год, он занимал руководящие должности в Государственной плановой комиссии СССР, в том числе начальника отдела народно-хозяйственного учета.
В 1940–1941 годах Журевский перешёл на научную и преподавательскую деятельность: работал в Московском институте востоковедения и Высшей школе профессионального движения ВЦСПС, где был заведующим учебной и научной частью.
В послевоенные годы, с 1946 по 1963 годы, Журевский преподавал во Всесоюзном заочном индустриальном институте и Государственном педагогическом институте имени В. И. Ленина в Москве.

### Награды
За свою деятельность Журевский был награждён несколькими медалями.